# Dyedefptah
Dyedefptah, posible último faraón de la dinastía IV de Egipto, que gobernaría de c. 2503 a 2494 a. C..

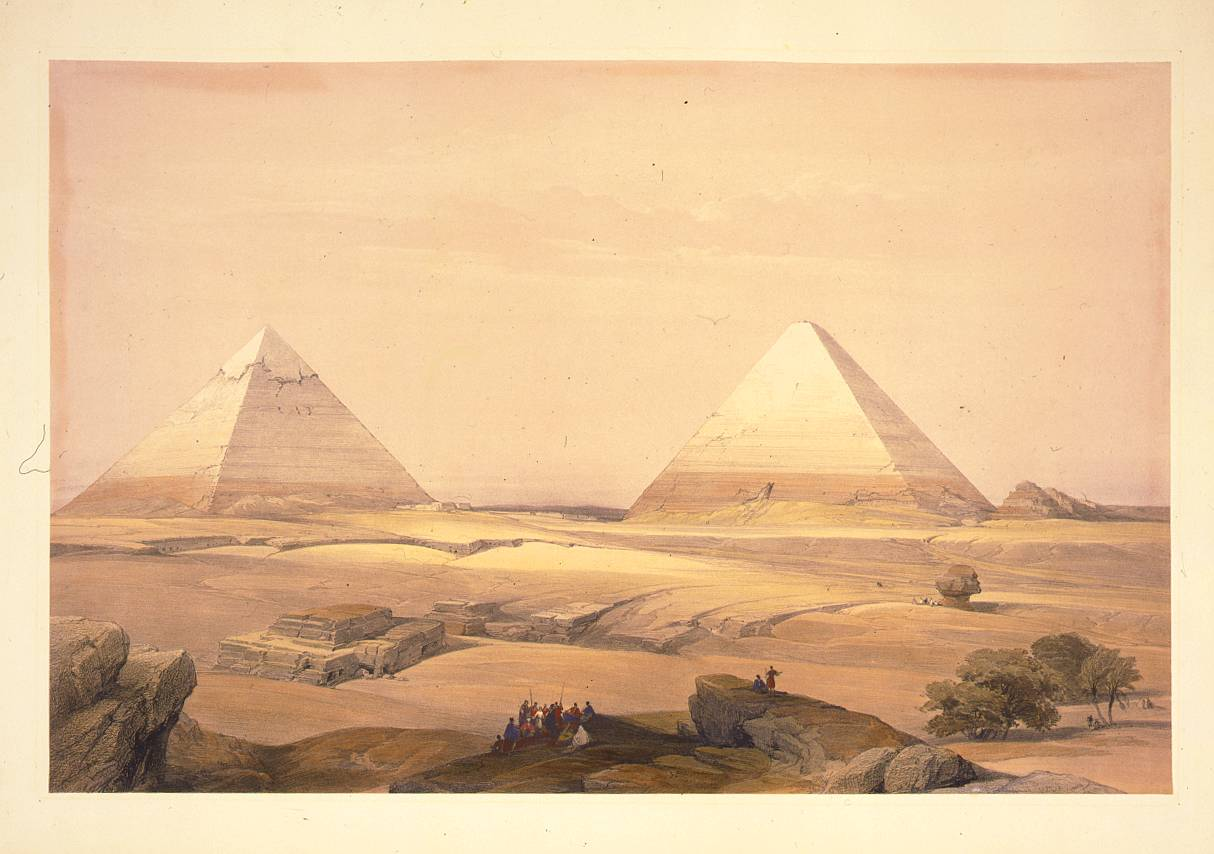
Guiza: Pirámides, Esfinge y la gran mastaba de la reina Jentkaus I. Litografía del.